# Death Breath
Death Breath är ett svenskt death metal-band, som bildades 2005.

## Medlemmar
- Robert Pehrsson - Sång och gitarr
- Nicke Andersson - Trummor och gitarr
- Scott Carlson - Sång och Bass
- Erik Wallin - Gitarr

## Diskografi
- Death Breath (7" singel, 2006)
- Stinking Up the Night (2006)
- Let it Stink (EP, 2007)
- The Old Hag (EP, 2022)